# Marienthal (Luxemburg)
Marienthal (Luxemburgs: Mariendall) is een plaats in de gemeente Helperknapp en het kanton Mersch in Luxemburg.
Marienthal telt 105 inwoners (2005).
Marienthal maakte deel uit van de gemeente Tuntange totdat deze op 1 januari 2018 fuseerde met de gemeente Boevange-sur-Attert tot de huidige gemeente Helperknapp.

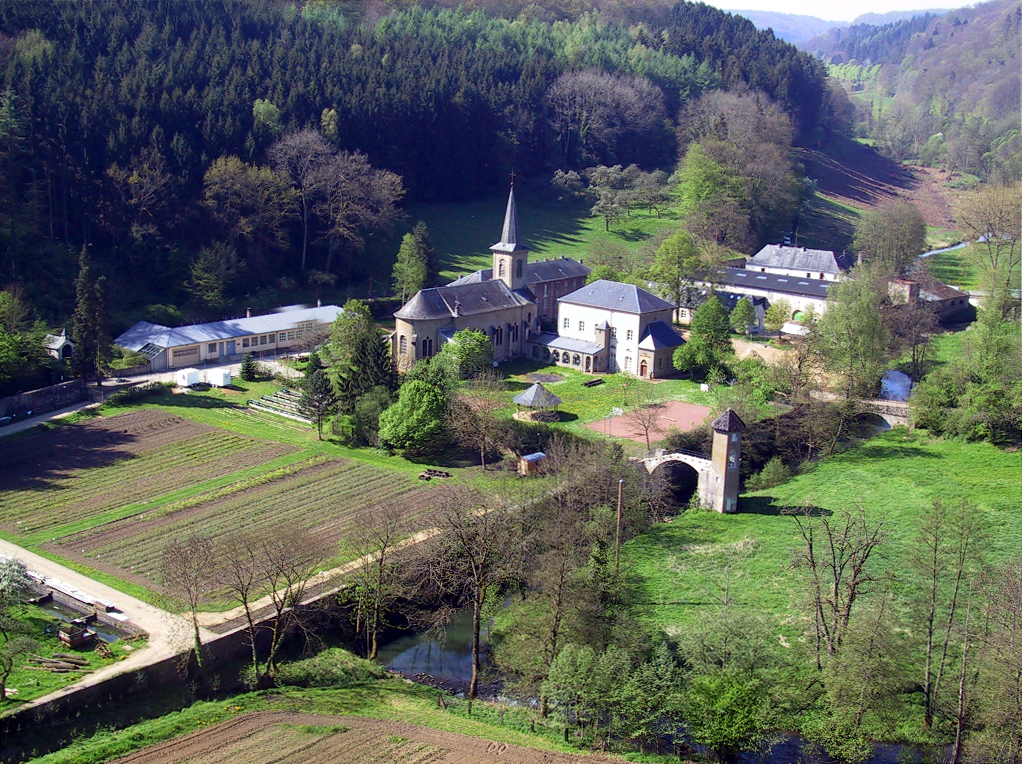

Ansembourg · Bill · Boevange-sur-Attert · Bour · Brouch · Buschdorf · Finsterthal · Grevenknapp · Hollenfels · Marienthal · Openhalt · Tuntange

Luxemburgse gemeenten · Kanton Mersch · Luxemburg